# Scream 3
Pour les articles homonymes, voir Scream.
Série Scream
Scream 2
(1997) Scream 4
(2011)
Pour plus de détails, voir Fiche technique et Distribution.
Scream 3, ou Frissons 3 au Québec, est un film d'horreur américain réalisé par Wes Craven, sorti en 2000. Il fait partie de la saga Scream dont il est le troisième chapitre. 
Comme ses prédecesseurs, Scream 3 combine le slasher, la comédie noire, le whodunit et la mise en abyme, et constitue cette fois-ci une satire des conclusions de trilogies cinématographiques. Ce troisième volet émet également des commentaires sur les agressions sexuelles à Hollywood (17 ans avant l'affaire Harvey Weinstein, celui-ci étant alors producteur de la saga Scream), ainsi que sur l'impact des controverses sur les productions de films.
Il s'agit du premier épisode dont Kevin Williamson n'est pas le scénariste, étant engagé sur d'autres projets (seules certaines de ses idées ont été reprises), remplacé par Ehren Krueger. À la suite du massacre de Columbine en 1999 et de l'insistance des médias sur le rapport de la fiction avec la jeunesse en raison du drame, le script du film et ses idées initiales sont totalement avortées. La production impose alors à Wes Craven de réorienter la tonalité de Scream 3 vers davantage de comédie, en réduisant le plus possible les scènes gores.
Le film met en scène pour la troisième fois consécutive Neve Campbell dans le rôle de l'héroïne Sidney Prescott mais aussi David Arquette qui reprend le rôle de l'ancien policier Dewey Riley, Courteney Cox joue une nouvelle fois la journaliste Gale Weathers tandis que Liev Schreiber joue à nouveau son rôle de Cotton Weary et Jamie Kennedy reprend son rôle de fan de films d'horreur Randy Meeks le temps d'un simple caméo. S'ajoute également aux acteurs originaux de la saga les acteurs Patrick Dempsey dans le rôle de l'inspecteur Mark Kincaid et Parker Posey qui joue le rôle de Jennifer Jolie, une actrice du film Stab 3 : Retour à Woodsboro.
Avant les évènements de Columbine, le scénario d'origine de ce film voyait un groupe d'étudiants sous l'identité de Ghostface à Woodsboro, lieu des évènements de Scream, dirigé par Stuart Macher depuis sa prison. L'idée de mettre en scène des adolescents tueurs en tenant compte de l'actualité à l'époque devient impossible et la production abandonne cette ébauche de scénario. En fin de compte, l'intrigue est recentrée à Los Angeles où se déroule le tournage du troisième film de la franchise Stab (saga fictive retraçant les évènements des films Scream et Scream 2). Alors que les acteurs du film sont tués un à un par un nouveau Ghostface directement lié au passé de Sidney Prescott, et plus particulièrement de sa mère Maureen dans les années 1970, Sid, Gale et Dewey se rendent à Hollywood pour démasquer ce nouveau tueur.
Produit avec un budget de 40 000 000 $, budget le plus élevé de la saga aussi pour un slasher, Scream 3 rapporte 34,7 millions de dollars de recettes pour son weekend d'ouverture aux États-Unis et devient le film de la franchise ayant le plus gros démarrage. Il conserve cette place jusqu'à la sortie de Scream 6 et ses 44,4 millions de dollars récoltés en un weekend en 2023. Le troisième volet récolte également 161 834 276 $ à travers le monde dont 89 143 175 $ seulement au box-office américain en fin de carrière, ce qui représente des scores inférieurs à ceux de Scream et Scream 2 bien que les résultats de Scream 3 se trouvent être excellents pour un film d'horreur, en particulier du genre slasher. À noter qu'en 2023, Scream 3 est toujours le plus grand succès de la franchise en France avec 2 654 418 entrées. En dépit de très bons résultats au box-office à sa sortie, le film est majoritairement mal reçu par la critique professionnelle mais aussi par le public et est désigné par beaucoup comme le chapitre le moins bon parmi les six films de la franchise.
Prévu et écrit à l'époque pour être la conclusion de la franchise, ce troisième film est suivi par une suite baptisée Scream 4 et qui sort onze ans plus tard en 2011. En 2017, à la suite de l'affaire Harvey Weinstein et du lancement du mouvement #MeToo, certains médias y voit plusieurs parallèles entre le comportement de Weinstein et les thèmes d'abus abordés dans le film par le biais des personnages de John Milton et Maureen Prescott.

## Synopsis
Moins d'un an s'est écoulé depuis les meurtres de la fac de Windsor. Cotton Weary (Liev Schreiber), qui avait été injustement déclaré coupable de l'assassinat de la mère de Sidney avant d'être innocenté, est devenu une star nationale grâce à l'émission qu'il anime, un talk show intitulé 100% Cotton. Coincé dans un embouteillage, il est en ligne avec son agent lorsqu'il reçoit un deuxième appel : une femme qui a visiblement commis un faux numéro. L'interlocutrice identifie néanmoins le présentateur à sa voix, et ce dernier, flatté d'avoir été reconnu, commence à flirter avec elle. Mais après quelques mots, la voix féminine disparait brusquement pour céder la place à une tessiture masculine menaçante. L'individu en ligne confie à Cotton qu'il se trouve à son domicile, à quelques mètres seulement de sa petite amie Christine Hamilton (Kelly Rutherford), qu'il menace de tuer si le présentateur ne lui révèle pas immédiatement l'endroit où se cache Sidney. Paniqué, Cotton se presse de regagner sa maison pour sauver sa compagne. Pendant ce temps, le mystérieux individu met sa menace à exécution : en contrefaisant la voix de Cotton, il commence par effrayer Christine avant d'apparaitre sous ses yeux revêtu du costume de Ghostface en brandissant un poignard. Terrifiée, la jeune femme s'enfuit et s'enferme dans le bureau dont le tueur essaie d'enfoncer la porte, sans succès. Arrivé chez lui, Cotton retrouve son amie qui l'agresse à l'aide d'un club de golf, persuadée qu'il lui veut du mal. Il tente de la raisonner mais le tueur arrive soudainement derrière elle et la poignarde mortellement au dos, sous les yeux de Cotton qui tente de résister avant d'être éliminé à son tour...
On retrouve Sidney (Neve Campbell), qui vit désormais seule dans une maison isolée en campagne avec un chien pour unique compagnie. Elle travaille depuis son domicile en tant que télé-conseillère et s'occupe d'apporter aide et soutien à des femmes en détresse en se faisant appeler Laura. Après avoir appris la mort de Cotton aux informations, nouvelle qui lui provoque une certaine angoisse, elle reçoit la visite de son père Neil (Lawrence Hecht), qui semble être son seul contact régulier avec l'extérieur. Ce dernier lui fait d'ailleurs part de son inquiétude et de son désir de voir sa fille rentrer avec lui, à Woodsboro, au lieu de vivre comme une recluse. Mais pour Sidney, il est encore trop tôt.
Nous retrouvons ensuite Gale (Courteney Cox), qui est en pleine conférence avec des étudiants en journalisme, lorsque Mark Kincaid (Patrick Dempsey), un inspecteur de police, lui annonce la mort de l'animateur que Gale a jadis défendu. Puis il tend à la journaliste une photo qui a été déposée sur les lieux du crime. En la voyant, Gale, sous le choc, révèle qu'il s'agit de Maureen Prescott, la mère de Sidney. Elle choisit de travailler avec l'agent Kincaid et pénètre dans les studios Sunrise pour atterrir sur le tournage de Stab 3. Sur les lieux, elle rencontre plusieurs acteurs du film dont Jennifer Jolie (Parker Posey) (qui joue le rôle de Gale), Tom Prinze (Matt Keeslar) (qui joue le rôle de Dewey) ainsi que Dewey (David Arquette) lui-même, embauché comme consultant par la production, qui a besoin de quelqu'un ayant vécu les deux précédents massacres de près. Après une brève altercation avec Jennifer, nous pouvons constater qu'une fois de plus les relations entre Dewey et Gale sont toujours tendues.
Le soir, Sidney est chez elle et voit le fantôme de sa mère derrière la fenêtre. Elle la menace, avant de disparaître en tombant. Tremblante, Sidney se rapproche de la fenêtre quand Ghostface surgit brusquement en face d'elle et lui saisit le bras après avoir cassé la vitre. Elle se réveille alors en sursaut, constate que la vitre est intacte et qu'il n'y a personne autour d'elle ; ce n'était en réalité qu'un simple cauchemar.
Sarah Darling (Jenny McCarthy) arrive au studio Sunrise le lendemain car Roman Bridger (Scott Foley), le réalisateur de Stab 3, lui a donné rendez-vous. Il l’appelle car il aura du retard. Elle en profite pour lui dire qu'elle trouve plusieurs problèmes dans le scénario, en particulier avec sa scène de mort (elle y joue probablement le rôle de Casey Becker, Sarah révélant être la seconde victime du film après son petit ami). Mais l'appel de Roman est suivi de la voix du tueur qui la menace de mort. Prise de panique, Sarah tente de s'enfuir du studio mais, distinguant une ombre au niveau de l'entrée, elle rebrousse chemin et se réfugie dans une pièce sombre où se trouvent tous les costumes du film, dont celui de l'assassin. L'ombre en question n'est autre que celle du gardien qui, n’apercevant personne, éteint les lumières et verrouille le bâtiment, sans savoir qu'il vient de piéger Sarah malgré lui. Alors qu'elle tente de joindre la police, cachée parmi les costumes de Ghostface, le vrai tueur la surprend (étant lui-même dissimulé parmi eux) et l'attaque dans la pièce d'à côté. La jeune femme s'empare de tout ce qu'elle peut pour combattre le tueur et sauver sa propre vie. Mais le meurtrier prend rapidement le dessus, lui assène un violent coup de poing au visage qui lui fait traverser une porte vitrée, puis la poignarde dans le dos, la tuant quelques secondes plus tard.
Au même moment, Dewey et Gale prennent un café et on apprend les événements qui ont rendu leur relation si tendue à nouveau : après les meurtres perpétrés sur le campus de Windsor et l'entrée à l'hôpital de Dewey, Gale n'est pas restée longtemps à ses côtés, préférant faire passer sa carrière de journaliste avant leur relation. Puis, Dewey reçoit un appel alarmant de Jennifer qui le réclame au plus vite et souhaite qu'il la rejoigne à sa villa. Chez la comédienne, cette dernière et son garde du corps, Steven Stone (Patrick Warburton), apprennent à Dewey et Gale que Sarah Darling vient d'être retrouvée morte. Jennifer, en pleine crise de panique, leur fait prendre conscience que le tueur assassine les acteurs selon l'ordre de la mort de leur personnage dans Stab 3. Elle leur révèle qu'elle a bien peur d'être la prochaine puisque dans le scénario, c'est Gale qui est la prochaine à mourir.
Sidney est chez elle un soir et travaille en croyant aider une jeune femme qui prétend être apeurée après avoir tué quelqu'un. Mais Sidney se rend compte que cette voix n'est pas si inconnue que cela puisqu'il s'agit du tueur ayant pris la voix de sa mère grâce au transformateur de voix. Il lui ordonne de regarder les informations à la télévision où le meurtre de Sarah est annoncé ainsi que l'arrêt net du tournage de Stab 3. Désemparée, Sidney se rend compte que ses ennuis ne sont toujours pas terminés...
Dewey est toujours chez Jennifer avec Tom et Angelina, cette dernière devant jouer le rôle de Sidney dans Stab 3. Gale les observe et finit par se faire démasquer par le garde du corps de Jennifer, Steven. Il l'amène dans le salon, où Gale et Dewey s'éloignent pour avoir une discussion. Pendant ce temps, Steven est dans la caravane de Dewey, lorsque le tueur le poignarde dans le dos et l'assomme à coup de poêle. Alors que Dewey et Gale observent une photo de Maureen Prescott laissée par le tueur près du corps de Sarah, Dewey se rend compte que les bâtiments derrière Maureen sont les mêmes que ceux derrière Jennifer sur l'une des photos prises au studios Sunrise. Lorsqu'il décide de contacter la police pour leur faire part de sa découverte, Gale se rend compte que Jennifer, Tom et Angelina ont disparu. Ils réapparaissent finalement les uns après les autres au salon puis le groupe aperçoit Steven s'avancer vers l'entrée, le couteau du tueur encore planté dans son dos. Il s'écroule par terre et meurt lorsque Dewey ordonne au groupe de se réunir dans le salon. Mais l'électricité est coupée tandis que plusieurs feuilles sortent du fax de Jennifer. Ce sont des morceaux du scénario dans lequel le tueur se demande laquelle de ses proies sera la prochaine à mourir après Steven. Ils courent alors à l’extérieur tandis que les dernières feuilles sortent du fax leur disant qu'ils vont mourir. Jennifer se sert d'une lampe-torche pour voir la suite, lorsqu'un deuxième papier sort du fax. C'est Tom qui décide de rentrer pour terminer la lecture des menaces en même temps qu'il allume un briquet afin d'y voir. Les dernières lignes annoncent que le prochain à mourir sera celui qui sentira le gaz. Avec le briquet allumé, Tom provoque sans le vouloir une énorme explosion qui anéantit la villa de Jennifer. Tom meurt sur le coup tandis que Dewey, Gale et Jennifer passent au-dessus des barrières de la villa, tombant dans un ravin. Alors qu'il décide d'aller secourir Gale, Dewey tire sur le tueur qui était tout près de poignarder la journaliste. Dewey la rejoint mais se rend vite compte que le tueur a disparu. Remis de leurs émotions, ils s'avancent l'un vers l'autre pour s'embrasser mais Jennifer réapparait en criant sur Dewey sa "trahison" puisqu'il a préféré venir en aide Gale plutôt qu'à elle. Elle lui donne même un coup de poing mais Gale lui en assène un autre. Jennifer, au sol aperçoit alors Angelina arriver au loin, sous le choc et sans aucune égratignure tandis que Dewey retrouve une autre photo que le tueur a laissé derrière lui en s'enfuyant.
Au commissariat, l'inspecteur Kincaid veut absolument voir Sidney, et somme Dewey de l'appeler malgré son refus obstiné. D'abord réticent à appeler Sidney de peur de la mettre en danger, Dewey se décide finalement. Alors qu'il lui laisse un message sur son répondeur, Sidney arrive d'elle-même au commissariat. Il l'emmène à la rencontre de Kincaid tandis que Sidney et Gale se prennent dans les bras pour se saluer, montrant que leur relation est désormais au beau fixe. Puis Sidney fait la connaissance de l'inspecteur et découvre les clichés de sa mère accrochés au mur. Bouleversée d'apprendre que le tueur laisse des photos de sa mère sur les lieux des crimes, elle veut aller à l'endroit où elles ont été prises. Une fois aux Studios Sunrise, le trio rencontre Martha Meeks, la sœur cadette de Randy, qui leur montre une vidéo. On y voit justement son frère, dans sa chambre d'étudiant, à l'époque des évènements survenus dans Scream 2. Ce dernier, pressentant sa mort prochaine, a choisi de laisser un héritage sous la forme d'un bref enregistrement (visiblement à l'attention de Dewey, Gale et Sidney, qu'il interpelle même directement, comme s'il savait déjà qu'elle regarderait un jour sa vidéo) dans lequel il explique les règles des trilogies cinématographiques et leur fonctionnement, pour aider le trio dans son enquête et éviter à d'innocentes victimes de connaitre le même sort que celui qu'il connaitra bientôt.
Gale, rejointe par Jennifer, se rend dans une cave souterraine où se trouve Bianca Burnette, une employée des studios. Elles lui demandent des informations sur Maureen Prescott, qu'elle n'a pas. Mais elle connaît une certaine Rina Reynolds, qui a joué dans des films financés de John Milton, le producteur de Stab 3. On comprend alors que la mère de Sidney et Rina Reynolds ne sont qu'une seule et même personne et que ce nom d'emprunt est en réalité un pseudonyme utilisé par Maureen pendant sa courte carrière d'actrice. Au même moment, Sidney est dans les toilettes du studio et tombe sur Angelina, cachée dans une cabine derrière elle. Cette dernière exprime toute sa joie après sa rencontre avec Sidney et confesse qu'elle aurait vraiment voulu que le film marche. Elle part après avoir sympathisé avec Sidney mais oublie sa brosse à cheveux. Sidney veut la lui rendre lorsqu'elle pénètre sur le plateau de Stab 3, désert depuis l'arrêt du tournage. Elle y reconnait les répliques exactes de sa propre maison à Woodsboro et celle de Stuart (vues toutes les deux dans le premier film) puis le garage de ce dernier avec des traces de sang sur la chatière. Elle y reconnait donc la reproduction de la mise à mort de sa meilleure amie Tatum dans le premier volet. Elle pénètre dans "sa maison" et retrouve son ancienne chambre, fidèlement reproduite, puis elle se remémore la discussion qu'elle avait eu avec Billy au début du premier film. Elle entend de l'agitation à l’extérieur et la porte de la chambre se ferme brusquement. Sentant la peur monter, elle coince cette porte avec celle de la penderie tandis qu'elle s'éloigne vers la fenêtre alors que la porte continue de claquer. Soudain, le tueur apparaît derrière Sidney et l'attrape en brisant la fenêtre et en se jetant au sol avec elle. Elle parvient à se défendre et à rentrer dans la maison alors que le tueur y pénètre aussi. Se présente alors la même scène d'attaque que celle du premier volet que Sidney avait déjà vécue. Finalement, elle parvient à se débarrasser de lui mais pénètre dans "la chambre de ses parents" où est reproduite la scène de mort de sa mère lorsque Sidney l'avait découverte quelques années plus tôt. Le discours de Billy et Stuart à la fin du premier film revient dans la tête de Sidney lorsque cette dernière entend la voix de Dewey à l’extérieur. Puis le tueur réapparait derrière elle et Sidney n'a d'autre choix que de se jeter par la fenêtre pour lui échapper. Au sol, Sidney est complètement anéantie après avoir découvert la scène de mort de sa mère, criant l'avoir vue et avoir été attaquée par l'assassin. Mais une fois à l'étage, le détective Wallace, collègue de Kincaid, annonce qu'il n'y a personne.
Ensuite, Dewey, Gale et Jennifer se rendent au bureau de Milton car ils veulent des informations concernant Maureen. Roman y est aussi mais, déçu que son film soit définitivement stoppé, il part. Sous la contrainte, après que Jennifer lui ait envoyé en pleine figure qu'il était obsédé par Maureen Prescott / Rina Reynolds et surtout après que Gale l'ait menacé de tout révéler à la presse, il dévoile en effet que le nom Rina Reynolds était un nom de scène et que cette dernière avait non seulement participé à certains de ses films mais qu'en plus elle était invitée aux soirées qu'il organisait dans son manoir. Il révèle aussi que des choses ont dérapé avec les hommes qu'elle a pu rencontrer à cette époque-là.
Au commissariat, Sidney se rapproche un peu plus de Mark Kincaid. Il lui révèle savoir que comme dans toutes les trilogies, dans le dernier chapitre, plus rien n'est sûr comme l'avait déclaré Randy dans sa vidéo.
En route pour le commissariat, Jennifer est persuadée que Milton a un lien direct avec les meurtres, ce dont Dewey et Gale doutent. Il reçoit alors un appel de Sidney, un appel rapide où elle annonce son intention de se rendre chez Milton qui semble avoir des révélations à lui faire au sujet de sa mère. Dewey semble perplexe, mais elle ajoute que Kincaid est présent à ses côtés et qu'elle se sentirait encore plus en sécurité si lui pouvait également la rejoindre. Il décide alors, avec Gale et Jennifer, de se rendre à la fête de Roman dans l'immense demeure de Milton. Sur place, ils découvrent que Sidney n'est pas présente mais qu'Angelina, Roman, visiblement un peu alcoolisé, et Tyson sont là. Un peu plus tard, le groupe se sépare : Roman et Jennifer s'en vont pour trouver la salle de projection de Milton mais ne trouvent que le sous-sol où des costumes de monstres sont entreposés et on découvre qu'ils ont couché ensemble dans le passé. Angelina et Tyson font le tour de la demeure tandis que Dewey et Gale découvrent que c'est le tueur qui les a contactés avec un modificateur de voix. Comprenant que le meurtrier est parmi eux et qu'il avait pour but de tous les attirer dans la demeure pour les piéger, Dewey et Gale se séparent à leur tour. Gale pénètre dans le sous-sol et y découvre Roman mort avec le couteau du tueur planté dans la poitrine et Jennifer cachée derrière des costumes. Elles s'échappent toutes les deux pendant que Dewey retrouve Tyler mais aucune trace d'Angelina.
Dans un des couloirs, Gale et Jennifer la retrouvent. Angelina leur annonce avoir découvert un passage secret, révèle avoir couché avec Milton pour avoir le rôle de Sidney avant de prendre la fuite après que Gale lui a annoncé la mort de Roman et que le tueur rôde parmi eux. Tandis qu'elle s'échappe seule, Angelina est surprise par Ghostface qui la poignarde violemment en pleine poitrine. Ses cris retentissent dans le couloir tandis que Gale et Jennifer accourent pour la sauver mais ne découvrent que son cadavre qui est traîné par terre. Elles rejoignent Dewey mais, quelques secondes plus tard, le tueur les rejoint à son tour, assomme Dewey d'un coup de poing et attaque Tyson et Gale tandis que Jennifer s'engouffre accidentellement dans un passage secret après s'être cachée dans une pièce adjacente. Le tueur poursuit Tyson après l'avoir sérieusement blessé au ventre. Il le rattrape vite et le fait passer par-dessus un balcon. Il retrouve ensuite Jennifer. Acculée derrière une série de miroirs, elle distingue Dewey dans la pièce voisine et tente d'attirer son attention en frappant de toutes ses forces sur les miroirs tandis que le tueur s'approche d'elle lentement. Voyant les glaces bouger, Dewey les brise en tirant dessus. Lorsqu'il détruit la dernière, on comprend qu'il est malheureusement trop tard : le corps inerte de Jennifer s'écroule au sol, marqué par plusieurs coups de couteau. Le tueur capture ensuite à Gale et Dewey après les avoir piégés au sous-sol.
Au commissariat, Sidney reçoit un coup de téléphone de Ghostface qui lui demande de venir impérativement au manoir Milton ou bien il tuera ses amis. Elle arrive donc chez le producteur et y découvre le corps sans vie de Tyson, allongé par terre près de la piscine. Le tueur a laissé un détecteur de métal à côté du corps, qui lui indique la présence d'une arme dans la chaussure de Sidney. Elle jette son arme dans la piscine sous l'obligation du tueur et rentre dans le manoir, découvrant Gale et Dewey ligotés sur deux chaises côte à côte. Elle essaie de les détacher, mais le meurtrier fait irruption et la frappe. Sidney fait alors feu sur lui avec une deuxième arme qu'elle cachait sur elle et l'atteint au ventre. Il tombe à terre, et ne le voyant pas se relever, Sidney continue à détacher Gale et Dewey. Gale lui dit de se retourner : le tueur s'est enfui. Mark arrive sur ces entre-faits et se fait agresser par le Ghostface qui poursuit ensuite Sidney. Elle se cache dans un des passages secrets du manoir et se fait surprendre par le tueur imitant le fantôme de sa mère avec un drap taché de sang. Le tueur se dévoile alors : il s'agit de Roman. Il lui avoue être son frère et avoir la même mère, c'est pour cela qu'il déposait des photos de Maureen sur les meurtres. Il lui révèle également qu'il est à l'origine des meurtres commis par Billy et Stuart : c'est lui qui a montré à Billy les vidéos qu'il avait prises sur Maureen et le père de Billy, et c'est également lui qui a poussé Billy à tuer Maureen, sa propre mère, pour pouvoir se venger car elle ne l'a pas reconnu comme étant son fils quand il s'est présenté à sa porte.
Roman tue Milton en l'égorgeant à la suite de cette révélation après l'avoir attaché dans cette même salle. Après avoir enregistré sur le répondeur la voix de Sidney lui disant qu'elle va « lui faire payer ce qu'il a fait à sa mère » pour lui faire porter le chapeau, Roman essaie de tuer sa sœur et un violent combat s'engage entre les deux. Il finit par lui tirer dessus, mais elle est munie d'un gilet pare-balles. Elle lui enfonce un pic à glace deux fois dans le dos puis une fois vers le cœur, mais il survit. Dewey et Gale arrivent et Dewey lui tire dessus plusieurs fois, mais il survit jusqu'à ce que Dewey lui tire dans la tête. Au plus grand étonnement de Gale, elle découvre donc que le tueur était Roman et que Mark a survécu après que Roman lui a fracassé une chaise sur la tête.
L'histoire se finit quand Dewey demande Gale en mariage chez Sidney, ce qu'elle accepte. Sidney rentre alors chez elle après une balade avec son chien et semble ne plus avoir peur puisqu'elle n'active plus les alarmes. Dewey et Gale arrivent au salon main dans la main tandis que Mark les accompagne et proposent à Sidney de venir avec eux regarder un film avec du pop-corn. Alors qu'elle s'éloigne, la porte derrière elle s'ouvre à cause d'un courant d'air et Sidney la regarde avant de s'éloigner vers le salon, laissant la porte ouverte prouvant qu'elle n'a désormais plus peur. Elle semble donc débarrassée des « fantômes de son passé » et est maintenant apaisée.

## Fiche technique
Sauf indication contraire, les informations mentionnées dans cette section peuvent être confirmées par les bases de données cinématographiques IMDb et Allociné,  présentes dans la section « Liens externes ».
- Titre original et français : Scream 3
- Titre québécois : Frissons 3[1]
- Réalisation : Wes Craven
- Scénario : Ehren Kruger, d'après les personnages créés par Kevin Williamson
- Musique : Marco Beltrami
  - Montage musical : Bill Abbott et Adam Kay
- Direction artistique : Thomas Fichter
- Décors : Bruce Alan Miller
- Costumes : Abigail Murray
- Maquillage : Carol Schwartz
- Coiffure : Kathrine Gordon
- Photographie : Peter Deming
- Son : Tim Chau, Andy D'Addario, Todd Toon
- Montage : Patrick Lussier
- Production : Cathy Konrad, Marianne Maddalena et Kevin Williamson
  - Production déléguée : Cary Granat, Andrew Rona, Bob Weinstein et Harvey Weinstein
  - Production associée : Nicholas Mastandrea
  - Coproduction : Daniel K. Arredondo, Dixie J. Capp et Julie Plec
  - Coproduction déléguée : Stuart M. Besser
- Sociétés de productions : Konrad Pictures et Miramax, en association avec Craven-Maddalena Films, présenté par Dimension Films
- Sociétés de Distribution :  Dimension Films (États-Unis), BAC Films (France), Kinepolis Film Distribution (KFD) (Belgique), Rialto Film AG (Suisse), Alliance Atlantis Communications (Canada)
- Budget : 40 millions de $[2]
- Pays de production :  États-Unis
- Langue originale : anglais
- Format : couleur (DeLuxe) - 35 mm - 2,39:1 (Panavision) - son DTS / Dolby Digital / SDDS
- Genre : épouvante-horreur, slasher, mystère
- Durée : 116 minutes
- Dates de sortie[3] :
  - États-Unis : 4 février 2000
  - Québec : 14 février 2000[4]
  - Suisse romande : 29 mars 2000[5]
  - France, Belgique : 19 avril 2000[6],[7]
- Classification :
  - États-Unis : interdit aux moins de 17 ans (R – Restricted)[N 1]
  - France : interdit aux moins de 12 ans[8]
  - Belgique : potentiellement préjudiciable jusqu'à 16 ans (KNT/ENA : Kinderen Niet Toegelaten  / Enfants Non Admis)[7],[9],[N 2]
  - Suisse romande : interdit aux moins de 16 ans[10]
  - Québec : 16 ans et plus lors de sa sortie en salles (16+ / 16 years and over), réévalué en 2008 en 13 ans et plus (violence) (13+ / 13 years and over)[4]

## Distribution
- Neve Campbell (VF : Dominique Léandri ; VQ : Lisette Dufour) : Sidney Prescott
- Courteney Cox (VF : Céline Monsarrat ; VQ : Anne Bédard) : Gale Weathers
- David Arquette (VF : Arnaud Arbessier ; VQ : François Sasseville) : Dwight Riley
- Parker Posey (VF : Marie-Brigitte Andreï ; VQ : Johanne Garneau) : Jennifer Jolie
- Patrick Dempsey (VF : Arnaud Bedouët ; VQ : Benoît Éthier) : l'inspecteur Mark Kincaid
- Scott Foley (VF : Loïc Houdré ; VQ : Antoine Durand) : Roman Bridger
- Deon Richmond (VF : Frédéric Tokarz ; VQ : Louis-Philippe Dandenault) : Tyson Fox
- Emily Mortimer (VF : Catherine Maignan ; VQ : Julie La Rochelle) : Angelina Tyler
- Jenny McCarthy (VF : Barbara Delsol ; VQ : Rafaëlle Leiris) : Sarah Darling
- Matt Keeslar (VF : Damien Ferrette ; VQ : Michel M. Lapointe) : Tom Prinze
- Lance Henriksen (VF : Bernard Crombey ; VQ : Yvon Thiboutot) : John Milton
- Liev Schreiber (VF : Pierre Tessier ; VQ : Pierre Auger) : Cotton Weary
- Kelly Rutherford (VF : Élisa Bourreau ; VQ : Viviane Pacal) : Christine Hamilton
- Josh Pais (VF : Philippe Bozo ; VQ : François L'Écuyer) : l'inspecteur Jason Wallace
- Patrick Warburton (VF : Jean-Michel Farcy ; VQ : Daniel Lesourd) : Steven Stone
- Heather Matarazzo (VF : Olivia Dalric ; VQ : Charlotte Bernard) : Martha Meeks
- Jamie Kennedy (VF : Cyril Aubin ; VQ : Gilbert Lachance) : Randy Meeks (caméo)
- Lynn McRee : Maureen Prescott / Rina Reynolds
- Lawrence Hecht (VQ : Jean-Marie Moncelet) : Neil Prescott
- Carrie Fisher (VF : Joëlle Brover ; VQ : Madeleine Arsenault) : Bianca Burnette
- Kevin Smith : Silent Bob
- Jason Mewes (VF : Vincent Barazzoni ; VQ : François Godin) : Jay
- Roger L. Jackson (VF : Loïc Houdré ; VQ : Éric Gaudry) : Ghostface
- Skeet Ulrich (VQ : Sylvain Hétu) : Billy Loomis (archive audio)
- Matthew Lillard (VQ : Sylvain Hétu) : Stuart « Stu » Macher (archive audio)
- Nancy O'Dell : la journaliste
- Richmond Arquette : un étudiant
- Wes Craven : le caméraman pour Studio Tour

Version française réalisée par Alter Ego ; direction artistique : Béatrice Delfe ; adaptation des dialogues : Olivier Peyon
Version québécoise réalisée par Cinélume ; direction artistique : Mario Desmarais ; adaptation des dialogues : Bérengère Rouard et Thibaud de Courrèges
 Source et légende : version française (VF) sur RS Doublage
 Source et légende : version québécoise (VQ) sur Doublage.qc.ca

## Production

### Genèse et développement
Trois fin ont été écrites et tournées car Wes Craven ne voulait pas que la véritable fin soit dévoilée.

### Attribution des rôles
Parmi les comédiens et comédiennes qui ont été plus ou moins envisagé(e)s pour prendre part à Scream 3, nous pouvons compter : Kate Winslet, Shannen Doherty, Charisma Carpenter, Alicia Silverstone, Téa Leoni, Kate Hudson, Ben Affleck, Liv Tyler, Jennifer Connelly, Jamie Lee Curtis, Claire Danes, Eliza Dushku, Fairuza Balk, Ethan Erickson, Rachel True, Keri Russell, Alyssa Milano, Denise Richards, Teri Hatcher, David Boreanaz, Christie Clark (en), Alyson Hannigan, Kellie Martin, Paul Walker, Josh Hartnett, James Van Der Beek, Tara Reid, Monica Arnold, Ali Larter, Benicio Del Toro, Selma Blair, Heather Locklear, Steve Austin, Glenn Quinn, Charlie O'Connell (frère de Jerry qui jouait le petit ami de Sidney Prescott dans Scream 2). Il s’agit pour la plupart de personnalités extrêmement connues grâce aux films d’ados de la fin des années 1990, souvent produits par les frères Weinstein.
Le film contient de nombreux caméos. Hormis ceux de Wes Craven et de Carrie Fisher, on peut ainsi retrouver Jason Mewes et Kevin Smith. Ils reprennent leurs personnages de Jay et Silent Bob, qui apparaissent dans l'univers de fiction View Askewniverse créé par Kevin Smith.

### Tournage
Le tournage a eu lieu en Californie (West Hollywood, Topanga Canyon) notamment à Los Angeles (CBS Studio Center, Silver Lake, Hollywood, Runyon Ranch, Wilshire Boulevard).
La gigantesque maison dans laquelle se déroule la fin du film est en fait la même que celle utilisée comme décor principal dans Halloween, 20 ans après en 1998.

## Bande originale
Bandes originales de Scream
Scream 2
(1997) Scream 4
(2011)
Le label Wind-up Records a édité la bande originale du film, qui contient des chansons de divers artistes et groupes de hard rock.
| Liste des titres | Liste des titres | Liste des titres       | Liste des titres | Liste des titres | Liste des titres | Liste des titres | Liste des titres | Liste des titres | Liste des titres |
| No               | Titre            | Auteur                 | Durée            |                  |                  |                  |                  |                  |                  |
| ---------------- | ---------------- | ---------------------- | ---------------- | ---------------- | ---------------- | ---------------- | ---------------- | ---------------- | ---------------- |
| 1.               | What If          | Creed                  | 5:18             |                  |                  |                  |                  |                  |                  |
| 2.               | Wait And Bleed   | Slipknot               | 2:27             |                  |                  |                  |                  |                  |                  |
| 3.               | Suffocate        | Finger Eleven          | 3:49             |                  |                  |                  |                  |                  |                  |
| 4.               | Spiders          | System of a Down       | 3:35             |                  |                  |                  |                  |                  |                  |
| 5.               | Automatic        | American Pearl (en)    | 3:32             |                  |                  |                  |                  |                  |                  |
| 6.               | Fall             | Sevendust              | 5:20             |                  |                  |                  |                  |                  |                  |
| 7.               | Time Bomb        | Godsmack               | 3:57             |                  |                  |                  |                  |                  |                  |
| 8.               | Tyler's Song     | Coal Chamber           | 2:49             |                  |                  |                  |                  |                  |                  |
| 9.               | So Real          | Static-X               | 5:40             |                  |                  |                  |                  |                  |                  |
| 10.              | Crowded Elevator | Incubus                | 4:44             |                  |                  |                  |                  |                  |                  |
| 11.              | Debonaire        | Dope                   | 2:33             |                  |                  |                  |                  |                  |                  |
| 12.              | Sunburn          | Fuel (en)              | 4:23             |                  |                  |                  |                  |                  |                  |
| 13.              | Get On, Get Off  | Powerman 5000          | 3:35             |                  |                  |                  |                  |                  |                  |
| 14.              | Wanna' Be Martyr | Full Devil Jacket (en) | 3:21             |                  |                  |                  |                  |                  |                  |
| 15.              | Dissention       | Orgy                   | 3:48             |                  |                  |                  |                  |                  |                  |
| 16.              | Crawl            | Staind                 | 4:30             |                  |                  |                  |                  |                  |                  |
| 17.              | Click Click      | Ear2000                | 3:13             |                  |                  |                  |                  |                  |                  |
| 18.              | Is This The End  | Creed                  | 6:15             |                  |                  |                  |                  |                  |                  |
| 72:49            |                  |                        |                  |                  |                  |                  |                  |                  |                  |

## Accueil

### Accueil critique
Le film reçoit des critiques partagées. Sur l'agrégateur américain Rotten Tomatoes, il récolte 43% d'opinions favorables pour 164 critiques et une note moyenne de 5,30⁄10. Sur Metacritic, il obtient une note moyenne de 56⁄100 pour 32 critiques.
La critique publiée dans le magazine britannique Time Out London est particulièrement négative et voit dans les éléments de métafiction du film une pâle copie d'un précédent film de Wes Craven, Freddy sort de la nuit (1994). Roger Ebert n'apprécie quant à lui pas trop les personnages qu'il juge « minces et transparents » mais plébisicte Neve Campbell : « La caméra l'aime. Elle pourrait devenir une très grande star, puis rire des clips de ce film lors de son hommage à l'AFI ».
Dans une critique positive du Los Angeles Times, on peut notamment lire que le film est « vraiment effrayant et aussi très amusant ». On peut lire dans Variety « Les aficionados seront les mieux à même d'apprécier à quel point Craven a fait tomber le rideau sur sa série très imitée et ravivant le genre ».
En France, le film obtient une note moyenne de 3,8⁄5 sur le site AlloCiné, qui recense 12 titres de presse. Yann Gonzalez de Chronic'art écrit notamment : « Burlesque et flippant, ludique et surprenant, ce dernier (?) volet de la trilogie nous confirme que l'horreur sied bien mieux à Craven que Meryl Streep et ses violons ». Dans L'Écran fantastique, Sébastien Socias écrit quant à lui « Oscillant entre séquences choc et humour décalé, Scream 3 bénéficie d'un rythme haletant, accru par un montage fluide autant que par un timing resseré qui nous impose de mettre les bouchées doubles pour savourer cet ultime chapitre. » Pour Éric Leguèbe du Parisien « Wes Craven s'amuse à se parodier lui-même, en apparaissant deux fois dans l'action. Une fois encore, il fait la preuve de son savoir faire dans le genre. »

### Box-office
C'est le 3e meilleur film de la saga au box-office nord-américain, alors qu'il est le meilleur en nombre d'entrées en France. Il effectue le meilleur démarrage de la saga en France en faisant plus d'un million d'entrées (1 395 626 entrées) et aux États-Unis avec 34 713 342 dollars de recettes,. Il effectue également le meilleur démarrage de l'histoire du film d'horreur en France.
| Pays ou région        | Box-office        | Date d'arrêt du box-office | Nombre de semaines |
| --------------------- | ----------------- | -------------------------- | ------------------ |
| États-Unis / Canada   | 89 143 175 $      | 8 juin 2000                | 18                 |
| France                | 2 654 418 entrées | 6 juin 2000                | 7                  |
| Total hors États-Unis | 72 691 101 $      | -                          | -                  |
| Total mondial         | 161 834 276 $     | -                          | -                  |

## Distinctions
Source : Internet Movie Database

### Récompenses
2000
- International Monitor Awards : Monitor des sorties cinémas - Conception graphique pour Adam Bluming
- Prix Bogey : Prix Bogey[N 3]
- Teen Choice Awards : Teen Choice Award de la meilleure alchimie pour Courteney Cox et David Arquette

2001
- Blockbuster Entertainment Awards :
  - Blockbuster Entertainment Award de l'acteur préféré dans un film d’horreur (Internet uniquement) pour David Arquette
  - Blockbuster Entertainment Award de l'actrice préférée dans un film d'horreur (Internet uniquement) pour Neve Campbell
- Fangoria Chainsaw Awards : Chainsaw Award de la meilleure actrice dans un second rôle pour Parker Posey

### Nominations
2000
- MTV Movie & TV Awards :
  - Meilleure performance féminine pour Neve Campbell
  - Meilleure performance comique pour Parker Posey
- Teen Choice Awards : meilleur méchant pour Scott Foley

2001
- Academy of Science Fiction, Fantasy and Horror Films - Saturn Awards : meilleure sortie vidéo
- Blockbuster Entertainment Awards : actrice préférée dans un film d'horreur (Internet uniquement) pour Courteney Cox

## Autour du film
- Le doublage français comporte plusieurs erreurs grossières : Loïc Houdré, qui prête sa voix à Ghostface dans le film, double également Roman Bridger, personnage important qui se révèle être Ghostface lors du dénouement du film, ce qui signifie que le spectateur comprend bien avant le final qui est le coupable qui se cache sous le masque, et rend certaines scènes complètement incohérentes, comme la scène où Sarah est au téléphone avec Ghostface qui imite la voix de Roman, puis qu'il se révèle être Ghostface en changeant sa voix au cours de l'appel, ce qui donne en VF une scène qui n'a aucun sens.
  - Une autre erreur grossière intervient lors de l'ouverture du film : après que Ghostface ait poignardé Cotton et s'apprête à l'achever, ce dernier lui dira, en copiant la voix de Cotton avec son modificateur de voix : « C'était un jeu facile, Cotton. Tu aurais dû me dire où était Sidney. Mais, tu as perdu[31]. » Ghostface imitant la voix de Cotton lors de cette réplique, c'est la voix de Liev Schreiber, l'interprète de Cotton, qui se fait entendre en VO. Cependant, en VF, c'est la voix de Ghostface (Loïc Houdré) que l'on entend. En version québécoise, c'est la voix québécoise de Cotton, Pierre Auger, que l'on entend lors de cette réplique.
- L’actrice Charisma Carpenter devait initialement jouer le rôle de Christine, interprétée par Kelly Rutherford, mais a dû céder le rôle à cause de son emploi du temps sur le tournage de la série Angel.
- Matthew Lillard, l’un des deux tueurs du premier Scream, avait raconté au sujet de Scream 3 qu’il en serait le tueur. Cela a finalement été abandonné[réf. nécessaire].
- Comme elle tournait en même temps que Scream 3 le film Mais qui a tué Mona ? dans lequel elle avait une coupe très différente de celle de Sidney Prescott, Neve Campbell a dû porter une perruque dans le film.
- Carrie Fisher fait un caméo dans le film. Alors que Gale et sa doublure de Stab 3 enquêtent dans les archives du studio de production, elles tombent nez à nez avec (le personnage de Carrie). Frappées par la ressemblance avec Carrie Fisher, cette dernière affirme pourtant qu'elle n'a rien à voir avec Carrie Fisher, et qu'elle avait auditionné pour le personnage de la Princesse Leia dans Star Wars, mais que George Lucas a préféré retenir l'actrice qui avait bien voulu coucher avec lui.